# Nationalliga (Böhmen und Mähren) 1939/40
Die Spielzeit 1939/40 war die erste Austragung der Eishockeymeisterschaft im besetzten Protektorat Böhmen und Mähren; die Meisterschaft hieß in dieser Saison Mistrovství Čech a Moravy (Meisterschaft Böhmen und Mähren). Meister wurde der LTC Prag, der zudem mit Josef Maleček (6 Treffer) den besten Torschützen stellte.

## Modus
Zunächst wurden im gesamten Protektorat Böhmen und Mähren Kreismeisterschaften ausgespielt, deren Sieger sich für die Vorrunde qualifizierten. Der Gewinner der Prager Meisterschaft sowie die drei Gewinner der Vorrundengruppen A bis C qualifizierten sich für die Endrunde.
In der Endrunde, der nationalen Meisterschaft, trafen die vier Teams in einer Einfachrunde aufeinander. Meister wurde der Tabellenführer nach drei Spielen. Für einen Sieg erhielten die Mannschaften zwei Punkte, bei einem Unentschieden einen und bei einer Niederlage keinen.

## Vorrunde

### Prager Meisterschaft
| Pl. | Team                  | Sp. | S | U | N | Tore | Pkt. |
| --- | --------------------- | --- | - | - | - | ---- | ---- |
| 1.  | AC Sparta Prag        | 3   | 2 | 1 | 0 | 7:3  | 5    |
| 2.  | LTC Prag              | 3   | 2 | 0 | 1 | 12:3 | 4    |
| 3.  | I. ČLTK Prag          | 3   | 1 | 1 | 1 | 5:7  | 3    |
| 4.  | Hokejový oddíl Karlín | 3   | 0 | 0 | 3 | 1:12 | 0    |

Der AC Sparta qualifizierte sich mit dem ersten Platz direkt für die nationale Meisterschaft, während der LTC Prag die erste Niederlage in der Meisterschaft seit dessen Gründung vor 13 Jahren hinnehmen musste. Mit seinem zweiten Platz qualifizierte er sich für die Gruppenspiele mit den Siegern der regionalen Gruppen. Der I. ČLTK Prag erreichte Platz drei und erhielt dafür ein Aufstiegsrecht in die Nationalliga zur folgenden Saison.
Hokejový oddíl Karlín ist die Nachfolgemannschaft von HOVS Prag, dem Klub der Karls-Universität, die von der deutschen Besatzung im November 1939 geschlossen wurde.

### Gruppe A
| Pl. | Team                     | Sp. | S | U | N | Tore  | Pkt. |
| --- | ------------------------ | --- | - | - | - | ----- | ---- |
| 1.  | SK Horácká Slavia Třebíč | 3   | 2 | 1 | 0 | 12:6  | 5    |
| 2.  | DSK Tábor                | 3   | 2 | 0 | 1 | 15:14 | 4    |
| 3.  | SK Příbram               | 3   | 1 | 1 | 1 | 7:9   | 3    |
| 4.  | I. ČLTK Plzeň            | 3   | 0 | 0 | 3 | 3:8   | 0    |

### Gruppe B
| Pl. | Team                     | Sp. | S | U | N | Tore | Pkt. |
| --- | ------------------------ | --- | - | - | - | ---- | ---- |
| 1.  | LTC Prag                 | 2   | 2 | 0 | 0 | 20:0 | 4    |
| 2.  | SK Meteor Svobodné Dvory | 2   | 1 | 0 | 1 | 1:8  | 2    |
| 3.  | LTK Turnov               | 2   | 0 | 0 | 2 | 0:13 | 0    |

### Gruppe C
| Pl. | Team            | Sp. | S | U | N | Tore  | Pkt. |
| --- | --------------- | --- | - | - | - | ----- | ---- |
| 1.  | ČSK Vítkovice   | 3   | 3 | 0 | 0 | 17:3  | 6    |
| 2.  | SK Královo Pole | 3   | 2 | 0 | 1 | 19:12 | 4    |
| 3.  | SK Olomouc ASO  | 3   | 1 | 0 | 2 | 2:4   | 2    |
| 4.  | Staroměstský SK | 3   | 0 | 0 | 3 | 1:20  | 0    |

## Nationale Meisterschaft

### Tabelle
| Pl. | Team                     | Sp. | S | U | N | Tore  | Pkt. |
| --- | ------------------------ | --- | - | - | - | ----- | ---- |
| 1.  | LTC Prag                 | 3   | 3 | 0 | 0 | 22:02 | 6    |
| 2.  | SK Horácká Slavia Třebíč | 3   | 2 | 0 | 1 | 08:12 | 4    |
| 3.  | AC Sparta Prag           | 3   | 1 | 0 | 2 | 03:03 | 2    |
| 4.  | ČSK Vítkovice            | 3   | 0 | 0 | 3 | 01:17 | 0    |

### Beste Torschützen
- Josef Maleček (LTC Prag) – 6 Tore
- František Pergl (LTC Prag) – 6 Tore
- Oldřich Kučera (LTC Prag) – 4 Tore
- Vladimír Bouzek (SK Horácká Slavia Třebíč) – 3 Tore
- Oldřich Hurych (LTC Prag) – 2 Tore
- Karel Polák (SK Horácká Slavia Třebíč) – 2 Tore

## Meisterkader des LTC Prag
| Meister von Böhmen und Mähren LTC Prag | Tor: Bohumil Modrý (Jiří Hertl) Abwehr: Vilibald Šťovík – Josef Trousílek, Jan Michálek Angriff: Ladislav Troják – Josef Maleček – Oldřich Kučera František Pergl – Jan Plocek – Viktor Lonsmín Oldřich Hurych – Jaroslav Císař – Vladimír Zábrodský Stanislav Konopásek Trainer: O. Zábrodský senior |